# Bella Block: Hinter den Spiegeln
Hinter den Spiegeln ist ein deutscher Fernsehfilm von Thorsten Näter aus dem Jahr 2004. Es handelt sich um den 16. Filmbeitrag der ZDF-Kriminalfilmreihe Bella Block.

## Handlung
Bella Block ist mit ihrem Lebensgefährten Simon Abendroth und dessen Mentorin Meredith Walters in einem Hotel verabredet, wo sich eine „Murder-Mystery-Convention“ ereignet. Es werden Morde inszeniert und Block ist auf eine dieser Inszenierungen hereingefallen, bis plötzlich ein wahrer Mord passiert. Der Direktor des Hotels wurde mit einem Küchenmesser vor der Toilette erstochen. Die Kommissarin übernimmt sofort die Ermittlungen und hat ihre Not, bei dem Publikumsverkehr noch Spuren zu sichern. Das Opfer, Walter Moosbach, war als Schürzenjäger bekannt und auch sonst bei seiner Belegschaft nicht sehr beliebt. Als Bella Block sich näher im Hotel umsieht, fallen ihr Fenster auf, durch die sie direkt in den Gaststättenbereich sehen kann. Ein alter Diener erklärt ihr, dass sie unbekümmert durchsehen kann, denn auf der anderen Seite wären die Scheiben verspiegelt, sodass die Gäste sie nicht sehen könnten. Die frühere Besitzerin hätte insgesamt zwölf dieser Spiegel einbauen lassen, um so ihr Personal unbemerkt beobachten zu können.
Als mögliches Tatmotiv stößt Bella Block auf eine Vergewaltigung, die Moosbach an der Angestellten Milena Saamaan begangen haben soll und die nie zur Anzeige kam. Ihr Freund, der Koch Laszlo Köster, wäre zu einem Racheakt fähig, doch ist Bella davon überzeugt, dass er nicht der Täter ist. Milena Saamaan wirkt auf Bella wie ein verängstigtes Kind und sagt offensichtlich nicht die Wahrheit über sich. So wie es aussieht, schämt sie sich für ihre soziale niedere Herkunft und verschweigt sie deshalb vor ihren Arbeitskollegen. Als sich die Kommissarin bei Milenas Eltern umsieht, fallen ihr Fotos auf, die darauf schließen lassen, dass ihr Vater sie als Kind missbraucht hat. Mit ihren Nachforschungen macht sie sowohl Milena als auch ihren Freund Laszlo nervöser, sodass sich beide immer verdächtiger benehmen.
Bei einem Gespräch mit der Witwe erfährt Bella Block, dass Walter Moosbach homosexuell war. Allmählich wird der Kommissarin klar, dass alle vorgefallenen Belästigungsversuche bei Frauen nicht er, sondern sein Schwager Martin Wiesner begangen hatte. Wie bei einem Spiegel hatte Wiesner alle seine Taten auf seinen Schwager projiziert und diese Lügen ganz geschickt unter seiner Belegschaft verbreitet. Als Moosbach herausfand, dass Wiesner auch Unterschlagungen begangen und den Hotelbetrieb damit geschädigt hatte, sollte dieser sich dafür verantworten. Durch den Mord wollte Wiesner, dass alles beim Alten bleibt. Da Milena ihn erpresste, hatte er sie mittlerweile ebenfalls umgebracht, und sie wird im Keller des Hotels tot aufgefunden.

## Hintergrund
Der Film wurde in Hamburg gedreht und am 6. März 2004 um 20:15 Uhr im ZDF erstausgestrahlt.

## Kritik
Rainer Tittelbach von tittelbach.tv urteilte: „In ‚Hinter den Spiegeln‘ wird Bella Block mehr denn je zur Beobachterin, sie durchpflügt den Beziehungsacker, auf dem so manches faules Gewächs aufgeht. Hass, Eifersucht, verdrängte & heimliche Sexualität, kalkuliertes Spiel mit Geld & Gefühlen – all das offenbart sich schwarzhumorig hinter den Spiegeln!“ „Thorsten Näter hat ein ungewöhnliches Krimi-Kammerspiel geschrieben und inszeniert, das ebenso den modernen Topos ‚Menschen im Hotel‘ wie auch das ‚Whodunit‘-Prinzip der schwarzhumorigen britischen Krimi-Klassiker ideenreich variiert. Doch wie vieles in diesem gut gebauten Handlungsgeflecht erweist sich auch der vermeintliche Agatha-Christie-Touch als trügerisch. Denn so sehr der Zuschauer anfangs auch auf falsche Fährten geschickt wird, bleiben diese Tricks Tricks des Mörders und nicht des Autors. Wenn Bella Block am Ende ihre grauen Zellen bemüht, dürfte sich kein Zuschauer für dumm verkauft vorkommen.“
Die Kritiker der Fernsehzeitschrift TV Spielfilm vergaben die beste Wertung (Daumen nach oben) und meinten: „Rätselfall auf gewohnt hohem Niveau.“